# Michelangelo (cratère)
Pour les articles homonymes, voir Michelangelo (homonymie).
Michelangelo est un cratère d'impact présent sur la surface de Mercure. 
Le cratère fut ainsi nommé par l'Union astronomique internationale en 1979 en hommage au peintre, sculpteur et architecte italien Michel-Ange. 
Son diamètre est de 229,71 km. Il a donné son nom à la région de Mercure dans laquelle il se situe, le quadrangle de Michelangelo (quadrangle H-12).